# Haszkovo
Haszkovo (bolgárul: Хасково [ˈxaskovo]) város Dél-Bulgáriában, Észak-Trákia régiójában, Haszkovo megye közigazgatási központja, nem messze a görögországi és törökországi határtól. A Bulgária Regionális Fejlesztési Operatív Programja szerint Haszkovo városi területe a hetedik legnagyobb Bulgáriában, és 184 731 lakossal rendelkezik. Haszkovo város lakosainak száma a 2021-es népszámlálás szerint 67 086 fő. 2014 óta Dunavarsány testvérvárosa lett, valamint a Veszprémben található Haszkovó-lakótelep is ezt a nevet viseli.

## Története
A régészek szerint Haszkovo környékén eredetileg mintegy hétezer évvel ezelőtt telepedtek le az első lakosok. A 9. században – az Első Bolgár Birodalom idején – Haszkovóban erődöt építettek, amely hamarosan várossá változott. A város a Klokotnica, a Harmanlijszka és a Marica folyók közötti nagy jelentőséggel bíró régió közepén helyezkedett el.

### Oszmán korszak
A falu és környéke nem sokkal Edirne 1361-es meghódítása után lett az Oszmán Birodalom része. Hódító Mehmed idejében az akkori nevén Hasköyt körülbelül 750 lakos lakta, 150 muszlim családból és 12 kerületből állt: Hacı Mahmud, Îsâ Fakih, Sofular, Saraç İnebey, Saraç Musa, Hacı Kayalı, Cüllâh, Hacı İsmâil, Kadı, Debbâğlar, Hacı Bayezid és Dervişan. A faluban nagyrészt mezőgazdasággal foglalkoztak az oszmán kor nagy részében. Emellett jelen volt a kézművesség, többek között nyergesek, tímárok, cipészek, szűcsök és szappankészítők, festők és gyertyakészítők által. 1515-re a lakosság 1400 főre emelkedett (274 háztartás). 1530-ban pedig egy pénteki mecset (cami), valamint hat kisebb mecset volt a faluban.
1592-ben Kodzsa Szinán pasa oszmán nagyvezír a lakosság kérésére két karavánszeráj, két fürdő, üzletek, egy mecset és egy alamizsnaház építését rendelte el. Joseph von Hammer-Purgstall osztrák történész és orientalista szerint szintén Sinan pasa avatta fel a közeli Uzuncaova (Uzundzhovo) vásárát is, amely utóbb az egész oszmán Bulgáriában híressé vált.
A város jelentősége a 19. században megnőtt. Piacaival és vásáraival Hasköy jelentős kereskedelmi központtá vált a filibei szandzsákban. Ezzel párhuzamosan egyre több bolgár és más kisebbségekhez tartozó ember telepedett le a városban. A század második felére a lakosság száma mintegy 6000 főre nőtt, ebből 3500 nem muszlim és mindössze 2500 török. Az 1870-es években Hasköy a forradalmi tevékenység melegágya volt a bolgár nemzeti újjászületés és az azt követő 1877–1878-as orosz-török háború idején, amellyel véget ért a város oszmán uralma.

### Modern kor
Haszkovo 1878 és 1885 között Kelet-Rumélia része volt, majd bekerült az autonóm Bulgária Hercegségbe, amely 1908-ban kikiáltotta teljes függetlenségét az Oszmán Birodalomtól. A bolgár függetlenség után kapta a Haszkovo nevet.
Az oszmán uralom alóli 1878-as felszabadulás után a régióban népszerűvé vált a jó minőségű dohánytermesztés. 2005-ben bezárt a Haskovo-BT nevű nagy dohányipari cég, azóta pedig nincs dohányipar a régióban. Jelenleg a legfontosabb iparágak az élelmiszer-, gép és textilipar.

## Fordítás
- Ez a szócikk részben vagy egészben  a   Haskovo című angol Wikipédia-szócikk ezen változatának fordításán alapul.  Az eredeti cikk szerkesztőit annak laptörténete sorolja fel. Ez a jelzés csupán a megfogalmazás eredetét és a szerzői jogokat jelzi, nem szolgál a cikkben szereplő információk forrásmegjelöléseként.